# Prämonstratenserinnenkloster Schäftersheim

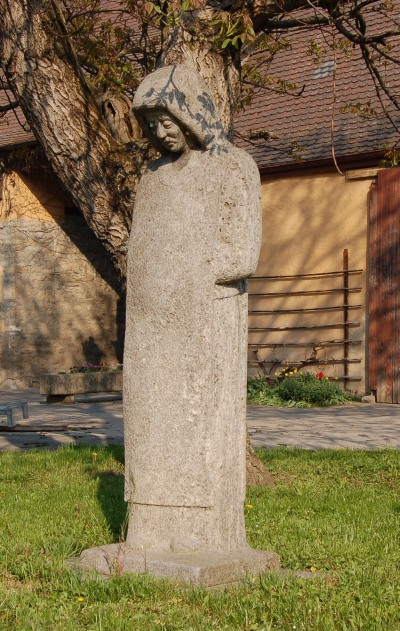
Nonnenstatue in Schäftersheim zur Erinnerung an das einstige Kloster

Das Prämonstratenserinnenkloster Schäftersheim war ein Kloster des Prämonstratenserinnenordens in Schäftersheim, einem Stadtteil von Weikersheim im Main-Tauber-Kreis in Baden-Württemberg.

## Geschichte
Die Gründung von Schäftersheim wird auf die Zeit zwischen der Entmachtung des Herzogs von Schwaben Friedrich von Rothenburg (Spätjahr 1164) und seinem Tod (19. August 1167) eingegrenzt. Das Kloster ist in einer Urkunde vom 11. April 1172 erstmals erwähnt. Damals nahm Kaiser Friedrich I. Barbarossa das Kloster in Schäftersheim, das sein 1167 verstorbener Neffe Herzog Friedrich von Rothenburg für nach der Regel des heiligen Augustinus lebende Frauen gegründet hatte, in seinen Schutz. Das Kloster wurde in Konkurrenz zu dem von Barbarossa bevogteten Kloster Lochgarten gegründet und lag unweit der hohenlohischen Burg Weikersheim. Eine Gründungsurkunde fehlt. Nach Ansicht des Historikers Wolfgang Hartmann sollte das Kloster Schäftersheim die Angehörigen eines auf dem Frankenberg/Gotthardsberg bei Amorbach bestehenden Nonnenklosters aufnehmen, da Herzog Friedrich um 1166 die dortige Burg Frankenberg in Konkurrenz zu Kaiser Barbarossa reaktivierte.
Im Jahr 1543 wurde das Kloster durch Hohenlohe aufgehoben und die Reformation eingeführt. Die letzten Nonnen starben 1553. Von 1555 bis 1590 wurden die letzten Gebäude, darunter eine Klosterkapelle, abgerissen. Die heutigen Gebäude erinnern nur noch in ihrer quadratischen Form an das ehemalige Kloster. Sie werden als Wohn- und Büroräume sowie als Vereinsheim genutzt. Im Seitenteil des ehemaligen Klosters ist heute auch eine Heckenwirtschaft zu finden. Vor der Heckenwirtschaft Klosterscheuer steht eine kleine steinerne Nonne genau an der Stelle, an der man den Chorraum der Klosterkirche vermutet.